# Paméla Giraud

Paméla Giraud est une pièce de théâtre  en cinq actes d'Honoré de Balzac créée au théâtre de l'Odéon en 1843, reprise au théâtre de la Gaîté cette même année, et publiée en 1853.

## Argument
Paméla Giraud est une fleuriste pauvre, amoureuse de Joseph Binet, garçon tapissier, mais courtisée par un arriviste : Jules Rousseau, compromis dans un complot politique.
Rousseau échappe à la justice, bien que la police l'ait arrêté pour complot, et il pratique une sorte de chantage sur Paméla, lui demandant de lui servir d'alibi en prétendant être sa maîtresse. La famille de Jules lui promet une forte récompense, mais ils s'apprêtent à oublier leur promesse quand un avocat les rappelle à l'ordre. Les voici donc obligés de doter richement Paméla dont leur fils tombe soudainement amoureux. Joseph Binet est éliminé.
Cette comédie mélodramatique a été peu jouée. On y trouve de bonnes répliques  comme : « Un avocat qui se parle à lui-même, c'est comme un pâtissier qui mange sa marchandise. »